# Achanduin Castle

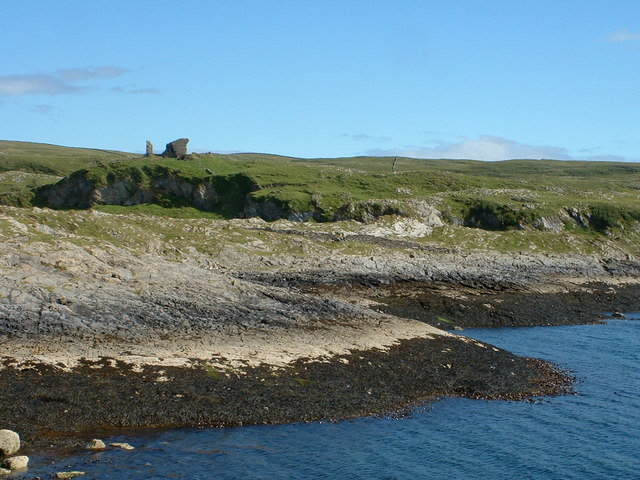
Ruinen von Achanduin Castle 2005

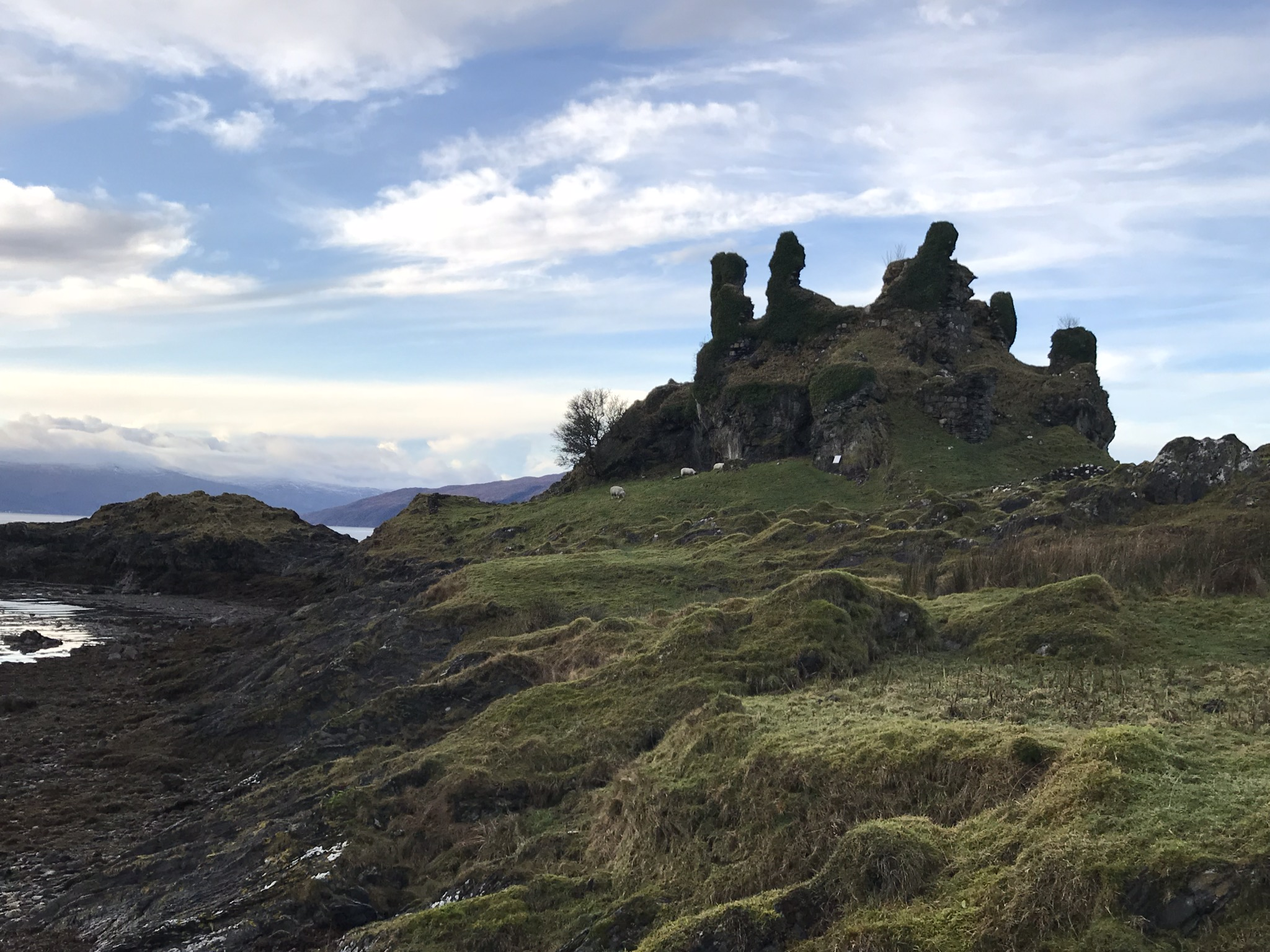
Die Ruinen 2017

Achanduin Castle, auch Achadun Castle oder Acha-Dun, ist eine Burgruine etwa fünf Kilometer westlich des Dorfes Achnacroish an der Nordwestküste der Insel Lismore in der schottischen Council Area Argyll and Bute. Die Ruinen liegen über dem Loch Linnhe und der Insel Bernera. Die Ruinen sollen aus dem 13. Jahrhundert stammen. Lange dachte man, dass der Bischof von Argyll Achanduin Castle hätte errichten lassen, aber jüngste Untersuchungen haben gezeigt, dass dies unwahrscheinlich ist. Die Burg ließ vermutlich der Clan MacDougall um 1290 errichten, der sie auch das ganze 14. Jahrhundert hindurch hielt. Man denkt auch, dass die Bischöfe von Argyll Achanduin Castle bis Mitte des 16. Jahrhunderts hielten.

## Beschreibung der Ruinen
Die Überreste der Burg liegen auf dem Grat einer Kalkhügelkette an der Nordwestküste von Lismore. Die Mauern im Südwesten und Südosten sind eingestürzt, aber die Nordostmauer und ein großer Teil der Nordwestmauer stehen noch bis zu 6,7 Meter hoch. Diese Kurtine variiert in der Dicke von 1,4 bis 2,4 Meter und schloss ursprünglich eine Fläche von 22 Meter × 22 Meter ein. In diesem eingeschlossenen Areal befanden sich mindestens zwei Gebäudefluchten auf beiden Seiten eines kleinen Hofes, wobei die Südostflucht die größere war. Während der Ausgrabungen vor Ort in den Jahren 1970 und 1971 wurden zwei Tordurchgänge vom Hof in die nordwestliche Gebäudeflucht gefunden.

## Geschichte
Das ganze 13. Jahrhundert hindurch waren das Bistum Argyll und das See von Lismore wirklich arm. Man hielt einst den Bischof von Argyll für den Bauherrn von Achanduin Castle, aber die letzten Untersuchungen zeigen, dass weder das See noch der Bischof reich genug zum Bau einer Burg gewesen waren. Vielmehr weisen diese Untersuchungen auf die MacDougalls als Bauherren hin.
Ausgrabungen zeigen, dass Achanduin Castle um 1290 erbaut wurde, zu einer Zeit, als der Bischof von Argyll, Laurence de Erganis, möglicherweise selbst ein MacDougall war. Die erste Urkunde, in der die Burg erwähnt ist, ist eine Lehensurkunde von 1304 in Achichendone, als Eugenil de Ergadia, Lord of Lorn, aus Menderaloch und Lesmor Ländereien in der Nähe der Burg an Andrew, Bishop of Argyll verlehnte. Diese Lehensurkunde zeigt, dass Achanduin Castle sich damals in den Händen der MacDougalls befand.
Die MacDougalls verloren die meisten ihrer Ländereien 1308, nach der Schlacht am Brander-Pass und dem Verlust ihrer Festung Dunstaffnage Castle, an die Krone. In Aufzeichnungen über ihre neu verteilten Besitztümer ist Lismore nirgendwo erwähnt. Daher ist es möglich, dass den MacDougalls gestattet wurde, die Insel zu behalten.
Archäologische Fundstücke legen den Schluss nahe, dass von 1400 bis in relativ neueste Zeiten die Burg nicht häufig bewohnt war.
1451 erhielt John Maol („John Alani de Lorn nominato Mak Dowil“) Dunolly und andere Ländereien von John Stewart, Lord of Lorn zu Lehen. Man denkt, dass die MacDougalls um diese Zeit Lismore verlassen haben und auf dem Festland Dunollie Castle bauen ließen. Um 1452 scheint der Bischof von Argyll Besitz von Archanduin Castle erlangt zu haben und hielt es eine kurze Zeit lang. Man denkt, dass die Burg schon früher dem bischöflichen Stuhl überantwortet worden sei, obwohl dies wenig Nutzen brachte. Die Beweise zeigen wenigstens, dass der Bischof von Argyll Lismore nicht häufig besuchte.